# Quota emissioni gas serra
La quota di emissioni di gas serra è il diritto di emettere una tonnellata di CO2 equivalente per un periodo determinato, valido unicamente per rispettare le disposizioni della direttiva 2003/87/CE e cedibile conformemente alla medesima.
Introdotto con la direttiva citata in applicazione del protocollo di Kyoto, dà origine ad un titolo di scambio di quote di emissione di CO2 (anidride carbonica) e altri gas serra (prendendo come riferimento l'anidride carbonica per il calcolo, da cui il termine "equivalente").
Per ciascun impianto di tutte le società soggette agli impegni del Protocollo di Kyoto, vengono calcolati e comunicati i limiti di emissione ovvero, la quantità di gas serra  che l'impianto è autorizzato a immettere nell'atmosfera (calcolati in  tonnellate equivalenti di anidride carbonica). Qualora nel periodo in oggetto l'impianto emetta una quantità inferiore alla soglia consentita, la società potrà vendere la quota di emissione gas serra non utilizzata ad un'altra impresa che non riesce a rispettare la soglia consentita, in questo modo può emettere una quantità di gas serra superiore a quella consentita senza incorrere in sanzioni secondo il sistema di scambio delle quote di emissioni; contemporaneamente, l'azienda che ha rispettato tale soglia ottiene dei ricavi dalle quote vendute.
In l'Italia è stato fissato l'obiettivo di riduzione del 6% (rispetto ai livelli del 1990) entro il 2012, con una riduzione delle emissioni pari a circa 100 000 tonnellate di CO2 equivalente.
Le quote emissioni sono state regolamentate dal decreto n.273 del 12 novembre 2004, convertito poi nella legge n°316 del 30 dicembre 2004.